# Ibn al-'Awwam
Ibn al-Awwam (arabisch ابن العوام, DMG Ibn al-ʿAwwām), auch Abu Zakariya ibn al-Awwam (arabisch أبو زكريا يحيى بن محمد أحمد بن العوام, DMG Abū Zakariyyā Yaḥyā b. Muḥammad Aḥmad b. al-ʿAwwām; 2. Hälfte des 12. Jahrhunderts) war ein arabischer Muslim und andalusischer (al-Andalus) Agronom, der durch seine umfangreiche Dokumentation zur Agrikultur, Ackerbau, Pflanzenzüchtung sowie auch zur Viehwirtschaft, Viehzucht, Weide- und Stallwirtschaft, Kitāb al-Filāḥa (Abhandlung über die Landwirtschaft), das über die Jahrhunderte vollständig erhalten ist, bis in die Gegenwart weltweit über eine hohe Beachtung verfügt. Die Übersetzungen im 19. Jahrhundert in die spanische und französische Sprache umfassen je etwa 1350 Seiten.

## Leben
Praktisch alles, was über das Leben Ibn al-Awwam bekannt ist, beruht auf den Rückschlüssen, die man seinem Buch entnehmen kann. Mit Sicherheit war er wohl ein Großgrundbesitzer, der in der zweiten Hälfte des 12. Jahrhunderts in der Gegend Sevillas lebte und es sich zum Ziel machte, der Agrikultur ein wissenschaftliches und praktisches Fundament zu geben.

## Das Nachschlagewerk
In den 34 Kapiteln des Buches fasste er das gesamte Wissen des byzantinischen Reichs und antiken Europas der damaligen Zeit zu den Themen der Landwirtschaft zusammen und benutzte dazu alle Erkenntnisse und Erfahrungen der Kulturen zu diesem Themenkreis. Hervorzuheben ist dabei der griechische Kreis der Geoponica, von denen insbesondere Cassianus Bassus ein bedeutender Vertreter war. Gleichrangig sind dazu die arabischen und vornehmlich die nabatäeischen Quellen zu nennen, von denen Ibn Wahschiyya wohl der prominenteste Vertreter ist. Dazu integrierte al-Awwam auch die Niederschriften Ibn Bassals, Abu al-Chair al-Ischbilis oder Ibn Haddschadschs aus seiner eigenen andalusischen Heimat aus dem 11. Jahrhundert, die aber heute nur noch bruchstückhaft vorhanden sind.
Für das Buch kennzeichnend ist der systematische Aufbau, indem in jedem Kapitel schwerpunktmäßig ein spezielles agronomisches Teilgebiet abgehandelt werden und damit alle Voraussetzungen für ein Nachschlagewerk erfüllt. So beginnen die ersten Passagen mit der Beschaffenheit verschiedener Böden für den Ackerbau, das Pflügen, den Möglichkeiten zur Bewässerung und Empfehlungen zur zweckmäßigen Düngung. Daran anschließend widmet sich al-Awwam der Forstwirtschaft, Konzepte für den Gartenbau, der Hauswirtschaft und der Verwaltung landwirtschaftlicher Nutzflächen. Weitere fünf Kapitel widmen sich dem Obstanbau, in denen Ratschläge zum Pfropfen und der Beschneidung beschrieben wird, sowie die Aufzucht, Pflege und die Anpflanzung von Stecklingen und Dutzende verschiedener Obstbäumen werden individuell behandelt. Ein Kapitel behandelt die Methoden zur Lagerung und dem Speichern von Lebensmitteln nach der Ernte, bevor er sich dann in den letzten Abschnitten den Themen der Viehzucht, der Haltung von Tieren, den eventuellen Krankheiten und Tipps zu deren Heilung zuwendet.
Ibn al-Awwams Nachschlagewerk wird als der gelungene Versuch alle Aspekte landwirtschaftlicher Tätigkeiten und Probleme seiner Zeit zu beleuchten und zu erklären interpretiert. Eine gelungene Publikation in der die Landwirtschaft rational abgehandelt wird und empirische Erfahrungen gebündelt ihren Niederschlag finden. Besonders zu betonen ist sein Verdienst in seinem Buch Informationen zur Einführung und den Anbau orientalische Pflanzenarten in den westlichen Mittelmeerraum zu geben.